# Reizo Koike
Reizo Koike, né le 12 décembre 1915 et décédé le 3 août 1998, est un nageur japonais.

## Jeux olympiques
- Jeux olympiques d'été de 1932 à Los Angeles 
  -  Médaille d'argent sur 200 m brasse.
- Jeux olympiques d'été de 1936 à Berlin 
  -  Médaille de bronze sur 200 m brasse.